# Estação Fukuokakuko
Fukuokakuko é uma das estações terminais da linha Kuko do metro de Fukuoka, no Japão. A estação situa-se no aeroporto da cidade.